# 穆东上舍萨勒
穆东上舍萨勒（法語：Chesalles-sur-Moudon）是瑞士联邦西部法语区的沃州下设的一个镇。在行政上属于布罗瓦-维利区管辖。穆东上舍萨勒的总面积为1.67平方公里。截至2010年底，总人口为154。